# Chapel Island (Canadá)
Chapel Island es una isla situada en el lago Bras d'Or en la isla del Cabo Bretón (Nueva Escocia, Canadá). Su nombre en el idioma mi'kmaq es Mniku pero otros nombres como Vachlouacadie ("lugar de agua corriente / espíritus que corren") y Pastukopajitkewe'kati que se traduce como "lugar de vacas marinas".
La isla es un sitio sagrado aborigen y en ella se encuentra la St. Anne Mission (Misión de Santa Ana), un importante lugar de peregrinación para los Mi'kmaq y un lugar de importancia histórica nacional en Canadá. Forma parte de la Primera Nación de la Isla Chapel (Potlotek).